# 星野良
星野 良（ほしの りょう、1996年11月6日 - ）は、日本の男性プロレスラー。

## 来歴
- 2021年7月22日ZERO1新潟大会、対北村彰基戦でデビュー[1][2]。
- 同年8月、右膝前十字靭帯断裂の怪我を負い、長期欠場[3]。
- 2022年5月22日、栃木プロレス栃木県庁前広場イベントで復帰戦[1]。アストロマンとタッグを組み、太嘉文＆リル・クラーケンと対戦。10分35秒ノーザンライト・スープレックス・ホールドを受け敗退[4]。
- 同年10月4日、九州プロレス「グローカルタッグトーナメント」に田中将斗とのタッグで出場[1]。一回戦で愛媛プロレスのイマバリタオル・マスカラス選手から自力初勝利[1]。同年11月12日の2回戦で野崎広大＆めんたい☆キッドに破れ敗退[5]。
- 2022年、風林火山2022に田中将斗とタッグを組んでエントリー。同年11月11日、開幕戦となる新木場大会1回戦で菅原拓也＆阿部史典組と対戦し、菅原拓也選手にフォール勝ち[1]。12月16日決勝戦で久保田ブラザーズに敗れ準優勝[6]。
- 2023年、天下一Jr.を制覇し「新日本プロレスと戦いたい」と希望[7]。
- 2024年3月3日、栃木プロレス主催のZERO1の23周年記念後楽園ホール大会にて、自ら望んだ高橋ヒロムとの試合開始3分弱でラ・ケブラーダの着地に失敗し左膝を負傷。セコンドの北村彰基がタオルを投げ入れTKO負け[7]。翌4日にMRI検査の結果「左膝前十字靭帯断裂」「左膝側々副靱帯損傷」「左膝半月板損傷」が判明し、手術およびリハビリのため再度の長期欠場[8]。

## 得意技
- ドロップキック
- ジャックナイフ式逆さ押さえ込み[2]
- カンクーントルネード[2]

## タイトル歴
ZERO1
- 天下一Jr. 優勝（2023年）